# فرشته سپید (فیلم ۱۹۴۳)
فرشته سپید (ایتالیایی: L'angelo bianco) یک فیلم درام ایتالیایی است که در سال ۱۹۴۳ منتشر شد.

## بازیگران
- اما گراماتیکا
- فیلیپو شلتسو
- بتریچه مانچینی
- جوزپه آدوباتی
- النا آلتیری
- چزاره باربتی
- مارچلو جوردا
- جیلدو بوچی
- امیلیو پتاچی
- جما بولونیسی
- آدله گراوالیا
- نینی گوردینی چروی
- نینو مارکزینی
- آنجلو دسی